# إجراء مامفورد
إجراء مامفورد (بالإنجليزية: Mumford procedure)‏، يعرف كذلك باسم استئصال الترقوة البعيدة أو بتر الترقوة البعيدة، هي عملية طبية يتم إجراؤها لتحسين ألم الكتف عن طريق استئصال النهاية البعيدة (الوحشية) للترقوة. يمكن لأولئك الذين يعانون من الفصال العظمي في المفصل الأخرمي الترقوي أن يختاروا ذلك الإجراء حين تفشل الخيارات غير الجراحية (مثل، حقن الكورتيزون). يمكن إجراء الجراحة من خلال عملية مفتوحة أو عن طريق التنظير المفصلي. يتم وصف نظام من العلاج الطبيعي بعد الجراحة ويتماثل أغلب المرضى للشفاء التام في غضون 8-10 أسابيع بعد الجراحة.